# ستيف ماتياس
ستيف ماتياس (بالإنجليزية: Steve Matthias)‏ هو لاعب كرة قاعدة أمريكي، ولد في 1860 في ميتشلفيل في الولايات المتحدة، وتوفي في 29 يوليو 1891 في بالتيمور في الولايات المتحدة.

## وصلات خارجية
- ستيف ماتياس على موقعبيزبول رفرنس.كوم (الدوري الرئيسي) (الإنجليزية)
- ستيف ماتياس على موقعبيزبول رفرنس.كوم (الدوري الثانوي) (الإنجليزية)